# Rosella de Simone
Rosella de Simone (23 januari 1989) is een Italiaans-Belgische springruiter. 

## Levensloop
De Simone begon met paardrijlessen toen ze tien jaar oud was. Acht jaar later kreeg ze training van springruiter Jos Lansink. Tot september 2008 woonde De Simone in Gent. Sinds september 2008 traint ze bij Ben Schröder in Manderveen. Sindsdien woont ze in Vasse en studeert ze bij Saxion Hogeschool in Deventer. Haar paarden staan gestald bij Stal Grootelaar in Manderveen. In 2014 nam ze de Italiaanse nationaliteit aan, voordien had ze de dubbele nationaliteit.